# Manuel Basté Duran
Manuel Basté Duran   (Barcelona, 18 d'abril de 1899 - Barcelona, 4 de desembre de 1977) fou un waterpolista català que va competir a començaments del segle xx.
El 1924 va prendre part en els Jocs Olímpics de París, on fou vuitè en la competició de waterpolo.
Soci i directiu del Club Natació Barcelona, el 1919 guanyà el campionat d'Espanya. Va ser president de la Federació Catalana de Natació en dues etapes, la primera entre el novembre de 1929 i el gener de 1933 i la segona entre el gener de 1948 i l'abril de 1950. Entremig, va formar part de la junta directiva com a tresorer i vicepresident. El 1932 va ser elegit regidor de l'Ajuntament de Barcelona per la Lliga Regionalista i va lluitar per la implantació de l'educació física a les escoles primàries i va ser un dels responsables de la creació de les colònies escolars que van tenir lloc al CN Barcelona i l'Escola del Mar. A més de practicar la natació i el waterpolo, també va ser àrbitre i jutge.